# Destil·lació d'entrellaçament
La destil·lació d'entrellaçament (també anomenada purificació d'entrellaçament) és la transformació de N còpies d'un estat entrellaçat arbitrari {\displaystyle \rho } en un cert nombre de parells de campanes aproximadament purs, utilitzant només operacions locals i comunicació clàssica. La destil·lació d'entrellaçament pot superar la influència degenerativa dels canals quàntics sorollosos transformant parells menys entrellaçats prèviament compartits en un nombre menor de parells màximament entrellaçats.

## Història
Els límits per a la dilució i la destil·lació d'entrellaçament es deuen a CH Bennett, H. Bernstein, S. Popescu i B. Schumacher, que van presentar els primers protocols de destil·lació per als estats purs el 1996; Bennett, Brassard, Popescu, Schumacher, Smolin i Wootters van introduir els protocols de destil·lació d'entrellaçament per a estats mixts el mateix any. Bennett, DiVincenzo, Smolin i Wootters van establir la connexió amb la correcció d'errors quàntics en un article innovador publicat l'agost de 1996, també a la revista Physical Review, que ha estimulat moltes investigacions posteriors.

## Motivació
Suposem que dues parts, Alice i Bob, volen comunicar informació clàssica a través d'un canal quàntic sorollós. La informació clàssica o quàntica es pot transmetre a través d'un canal quàntic codificant la informació en un estat quàntic. Amb aquest coneixement, Alice codifica la informació clàssica que pretén enviar a Bob en un estat de producte (quàntic), com a producte tensor de matrius de densitat reduïda. {\displaystyle p_{1}\otimes p_{2}\otimes \cdots } on cadascun {\displaystyle p} és diagonal i només es pot utilitzar com a entrada única per a un canal concret {\displaystyle \epsilon }.
La fidelitat del canal quàntic sorollós és una mesura de fins a quin punt la sortida d'un canal quàntic s'assembla a l'entrada i, per tant, és una mesura de com conserva la informació un canal quàntic. Si un estat pur {\displaystyle \psi } s'envia a un canal quàntic emergeix com l'estat representat per la matriu de densitat {\displaystyle p}, la fidelitat de la transmissió es defineix com {\displaystyle F=\langle \psi |p|\psi \rangle }.
El problema que ara s'enfronten Alice i Bob és que la comunicació quàntica a grans distàncies depèn de la distribució exitosa d'estats quàntics altament entrellaçats i, a causa del soroll inevitable en els canals de comunicació quàntics, la qualitat dels estats entrellaçats generalment disminueix exponencialment amb la longitud del canal en funció de la fidelitat del canal. La destil·lació d'entrellaçament aborda aquest problema de mantenir un alt grau d'entrellat entre estats quàntics distribuïts mitjançant la transformació de N còpies d'un estat entrellaçat arbitrari. {\displaystyle \rho } en aproximadament {\displaystyle S(\rho )N} Parelles de campanes, utilitzant només operacions locals i comunicació clàssica. L'objectiu és compartir qubits fortament correlacionats entre parts distants (Alice i Bob) per tal de permetre una teleportació quàntica o una criptografia quàntica fiables.

## Entropia d'entrellaçament
L'entropia d'entrellaçament quantifica l'entrellat. S'han proposat diverses definicions diferents.

### Entropia de Von Neumann
L'entropia de Von Neumann és una mesura de la "incertesa quàntica" o "aleatorietat quàntica" associada a un estat quàntic, anàloga al concepte d'entropia de Shannon en la teoria clàssica de la informació. :880L'entropia de Von Neumann mesura com de "mixt" o "pur" és un estat quàntic. Estats purs (p. ex., estats completament definits com {\displaystyle |\psi \rangle \langle \psi |} ) tenen una entropia de von Neumann de 0. En estats purs, no hi ha incertesa sobre l'estat del sistema. Els estats mixtes (per exemple, mescles probabilístiques d'estats purs) tenen un valor d'entropia positiu, que reflecteix una incertesa inherent a l'estat del sistema.

### Entropia d'entrellaçament de Rényi
L'entropia de Rényi és una generalització dels diferents conceptes d'entropia, depenent d'un paràmetre {\displaystyle \alpha }, que ajusta la sensibilitat de la mesura d'entropia a diferents probabilitats.

## Aplicacions
A més de la seva important aplicació en la comunicació quàntica, la purificació d'entrellaçament també té un paper crucial en la correcció d'errors per a la computació quàntica, ja que pot augmentar significativament la qualitat de les operacions lògiques entre diferents qubits. El paper de la destil·lació d'entrellaçament es discuteix breument per a les aplicacions següents.

### Correcció d'errors quàntics
Els protocols de destil·lació d'entrellaçament per a estats mixts es poden utilitzar com un tipus de correcció d'errors per als canals de comunicacions quàntiques entre dues parts Alice i Bob, permetent a Alice enviar de manera fiable qubits mD(p) d'informació a Bob, on D(p) és el destil·lable. entrellaçament de p, l'estat que resulta quan la meitat d'un parell de Bell s'envia a través del canal sorollós {\displaystyle \epsilon } connectant Alice i Bob.
En alguns casos, la destil·lació d'entrellaçament pot funcionar quan fallen les tècniques de correcció d'errors quàntics convencionals. Es coneixen protocols de destil·lació d'entrellaçament que poden produir una velocitat de transmissió D(p) diferent de zero per a canals que no permeten la transmissió d'informació quàntica a causa de la propietat que els protocols de destil·lació d'entrellaçament permeten la comunicació clàssica entre les parts en lloc de la correcció d'errors convencional. que ho prohibeix.

### Criptografia quàntica
El concepte de resultats de mesura correlacionats i entrellaçament és fonamental per a l'intercanvi de claus quàntiques i, per tant, la capacitat de realitzar amb èxit la destil·lació d'entrellaçament per obtenir estats màximament entrellaçats és essencial per a la criptografia quàntica.
Si un parell de partícules entrellaçades es comparteix entre dues parts, qualsevol persona que intercepti qualsevol de les partícules alterarà el sistema global, permetent que es determini la seva presència (i la quantitat d'informació que han obtingut) sempre que les partícules estiguin en un estat màxim d'entrellat. A més, per compartir una cadena de clau secreta, l'Alice i el Bob han de realitzar les tècniques d'amplificació de privadesa i conciliació d'informació per destil·lar una cadena de clau secreta compartida. La conciliació d'informació és la correcció d'errors a través d'un canal públic que concilia els errors entre les cadenes de bits clàssiques aleatòries correlacionades compartides per Alice i Bob alhora que limita el coneixement que un possible escolta d'Eve pot tenir sobre les claus compartides. Després d'utilitzar la reconciliació d'informació per conciliar possibles errors entre les claus compartides que posseeixen l'Alice i el Bob i limitar la possible informació que Eve podria haver obtingut, s'utilitza la tècnica d'amplificació de la privadesa per destil·lar un subconjunt de bits més petit que maximitza la incertesa d'Eve sobre la clau

### Teletransportació quàntica
En la teleportació quàntica, un emissor vol transmetre un estat quàntic arbitrari d'una partícula a un receptor possiblement llunyà. La teleportació quàntica és capaç d'aconseguir una transmissió fidel d'informació quàntica substituint la comunicació clàssica i l'entrellat previ per un canal quàntic directe. Mitjançant la teleportació, un qubit desconegut arbitrari es pot transmetre fidelment mitjançant un parell de qubits màximament entrellaçats compartits entre emissor i receptor, i un missatge clàssic de 2 bits de l'emissor al receptor. La teleportació quàntica requereix un canal quàntic sense soroll per compartir partícules perfectament entrellaçades i, per tant, la destil·lació d'entrellaçament satisfà aquest requisit proporcionant el canal quàntic sense soroll i qubits màximament entrellaçats.